# Oreonax flavicauda
El mono choro de cola amarilla, mochue, choro común, choro de cola amarilla, choro peruano, pacorrunto, quillirruntu o quilla corote (Oreonax flavicauda) es una especie de primate simiforme de la familia Atelidae, la única del género Oreonax. Esta especie es endémica de los Andes de Perú y es uno de los 25 primates más amenazados del mundo
.

## Taxonomía
Anteriormente era clasificado en el género Lagotrix, junto a los monos lanudos. En 2001, Groves ubica a L. flavicauda en un género diferente, Oreonax, con una sola especie Oreonax flavicauda. Sin embargo, en una revisión publicada en 2008, sugiere que esta clasificación es errónea y no existe mérito para ubicar la especie fuera de Lagothrix.

## Descubrimiento y redescubrimiento del choro de cola amarilla
En 1812. Alexander von Humboldt describió por primera vez al choro de cola amarilla, con el nombre de Simia flavicauda, sobre la base de la pieles que había visto 10 años antes. Humboldt nunca vio un animal vivo y tampoco preservó un espécimen. Por más de 110 años se tuvo escasos reportes aislados de colectores profesionales. 
En 1974 Russel Mittermeier, conocido primatólogo estadounidense, Hernando de Macedo, director del Departamento de Ornitología y Mastozoología del Museo de Historia Natural de Lima, y el expedicionario Anthony Luscombe emprendieron la búsqueda del choro de cola amarilla en la vecindad de Chachapoyas, Rodríguez de Mendoza y Pedro Ruiz Gallo (departamento de Amazonas), al noreste de Perú. Mientras estaban aun en la carretera a Chachapoyas, conocieron a un cazador que les proporcionó pieles y cráneos de esta especie y viajaron con él a los bosques de neblina donde había encontrado a estos animales. Finalmente, un día antes de regresar a Lima, encontraron a un ejemplar juvenil, que era mascota de un soldado.
Por primera vez se tuvo la oportunidad de ver un espécimen vivo de Lagothrix flavicauda. Este animal, un macho joven, vivió y creció en el Museo de Historia Natural, bajo el cuidado de De Macedo. El redescubrimiento atrajo la atención de la prensa nacional e internacional, así como de las organizaciones conservacionistas que vieron la necesidad de conocer pronto el estatus de esta especie. La información recabada por los re-descubridores hacía prever que la especie estaba amenazada por la destrucción de su hábitat y, especialmente en ese entonces, por la cacería.

## Descripción y nombres locales
El choro de cola amarilla (también conocido como Lagothrix Flavicauda) es el más grande de los mamíferos endémicos de Perú, los adultos llegan a medir 54 cm de largo (cabeza/cuerpo), siendo sus colas más largas que el cuerpo (hasta 63 cm). Su pelaje es lanudo, denso y de color cobrizo. Se caracteriza por un parche de pelos blancos que rodean la boca y por la banda de pelos amarillos en el tercio ventral de la cola. Los machos adultos presentan un mechón genital de color amarillo dorado, de hasta 15 cm de largo.
Se sabe que el tamaño de los grupos, compuestos por individuos de ambos sexos, oscila entre 5 y 18 animales. Se alimenta de frutas, flores, hojas, brotes y posiblemente insectos. La tasa reproductiva es de una cría cada tres años.
El nombre choro de cola amarilla es la traducción del nombre común que los científico le dieron en inglés y ha sido incorporado en muchas comunidades, especialmente en las de migrantes. Los nombres locales de pacorrunto, quillirrunto (derivados del quechua) y tupa se van perdiendo progresivamente del saber popular. No se ha podido aún dilucidar si los nombres en awajún.  wawan y wawaniu, corresponden al coli amarilla o a otra especies de mono.

## Hábitat y distribución
Habita en la selva de Perú, principalmente en los bosques nublados de San Martín, Amazonas y Junín. Se puede observar en las áreas protegidas del Parque Nacional Río Abiseo, el Bosque de Protección de Alto Mayo, el Santuario Nacional Cordillera de Colán y la Reserva Comunal Chayu Nain.
Desde 1978, Mariella Leo Luna, bióloga egresada de la Universidad Nacional Agraria La Molina, recorrió las escarpadas y remotas pendientes de diversas zonas del bosque de neblina del norte peruano a fin de conocer más sobre el hábitat y la distribución de esta especie e identificar áreas que presentaran mejores condiciones para ser protegidas. Sus estudios confirmaron y precisaron las apreciaciones de los redescubridores y posteriormente fueron complementadas por la información de otros investigadores (principalmente Parker y Barkley, Shanee y Shanee, y Buckinham y Shanee).
Hasta 2010, se sabía que esta especie se encuentra principalmente en Amazonas y San Martín, extendiéndose hasta la pequeña porción de bosques de este tipo que se encuentran en La Libertad y quizá a los bosques limítrofes de San Martín con Loreto. Su hábitat comprende los bosques montanos y bosques de neblina entre los 1700 y 2700 metros sobre el nivel del mar, mayormente sobre escarpadas laderas.
Esta especie se encuentra en los bosques adyacentes a la Catarata Velo de Plata del distrito de Uchiza en la región San Martín. El trabajo de identificación se inició el 2013. El 2014, se define su ubicación y el 2015, biólogos confirman la existencia de este primate en los bosques de Uchiza. 

## Estado de conservación y amenazas
Las más graves amenazas que acechan a esta especie son la destrucción de su hábitat y la fragmentación de los remanentes. Amazonas y San Martín, donde se encuentran la mayor parte del hábitat de esta especie,  son los departamentos con más alto índice de deforestación en el Perú. Se estima que al año 2008 no menos del 30% del hábitat original del coli amarillo ha sido deforestado en estos departamentos.
Existen 4 áreas protegidas nacionales donde se encuentra esta especie: el parque nacional del Río Abiseo (reconocido por UNESCO como Patrimonio Natural y Cultural de la Humanidad), el Santuario Nacional Cordillera de Colán, la Reserva Comunal Chayu Nain y el Bosque de Protección Alto Mayo. Las tres primeras se encuentran en buen estado de conservación, mientras que el Bosque de Protección se encuentra severamente intervenido.
Si bien estas Áreas Naturales Protegidas constituyen refugios de importancia, por sí solas no son suficientes para garantizar la supervivencia en el largo plazo del coli amarilla.
Está catalogado como en especie en peligro crítico de extinción por la UICN, y fue incluido en la publicación bianual Los 25 primates en mayor peligro del mundo, 2008-2010.
En el departamento de Amazonas se ejecuta un Plan de Acción Regional para la conservación del mono choro de cola amarilla y del mono nocturno andino mediante la Ordenanza Regional n.° 005-2020-GRA/CR.